# Щегловский, Павел Витальевич
Павел Витальевич Щегловский (род. 9 сентября 1972, Москва) — российский бобслеист и тренер по бобслею. Мастер спорта международного класса.

## Спортивная карьера
Тренировался под руководством Заслуженного тренера СССР Александра Михайловича Шредерса. С 1990 по 1998 год выступал за сборную России. В 1995, 1996 и 1997 годах становился чемпионом России. Принимал участие в Зимних Олимпийских играх 1998 года в Нагано. Окончил ВГИФК.
С 2006 года — на тренерской работе в сборной команде России. В мае 2017 года стал старшим тренером сборной России по бобслею. В качестве руководителя объединённого тренерского штаба сборной России по бобслею и скелетону принимал участие в Зимних Олимпийских играх 2018 года в Пхёнчхане.

## Семья
Женат, есть сын и две дочери. Старший брат — Александр Витальевич Щегловский (1963—2015) — тренер по бобслею, заслуженный тренер России.